# Анхель Лопес (футболіст, 1981)
Анхель Лопес (ісп. Ángel López, нар. 10 березня 1981, Лас-Пальмас-де-Гран-Канарія) — іспанський футболіст, що грав на позиції правого захисника, зокрема за національну збірну Іспанії.

## Клубна кар'єра
Народився 10 березня 1981 року в Лас-Пальмасі. Вихованець футбольної школи місцевого однойменного клубу. Дорослу футбольну кар'єру розпочав 2000 року в основній команді того ж клубу. Після переведення до головної команди 19-річний гравець відразу став її основним правим оборонцем. За перші два сезони взяв участь у 64 іграх Ла-Ліги. Після першої половини третього сезону, який «Лас-Пальмас» проводив уже в Сегунді, залишив рідну команду, перейшовши до «Сельта Віго».
За нову команду відіграв чотири з половиною сезони, з них три з половиною на рівні найвищого дивізіону. Протягом усього цього періоду був беззаперечним основним правим захисником «Сельти». Згодом у 2007–2012 роках виступав за «Вільярреал», який сплатив за його трансфер 6 мільйонів євро. У цій вищоліговій команді тренерський штаб активно використовував ротацію на позиції Анхеля, утім більшу частину часу віддаючи перевагу саме йому.
Протягом 2012—2013 років захищав кольори клубу «Реал Бетіс», після чого повернувся до «Лас-Пальмаса». Провів у рідному клубі заключні три сезони своєї ігрової кар'єри.

## Виступи за збірні
Протягом 2001–2003 років залучався до складу молодіжної збірної Іспанії. На молодіжному рівні зіграв у 14 офіційних матчах.
2006 року дебютував в офіційних матчах у складі національної збірної Іспанії. Наступного року взяв участь ще у трьох іграх, а у 2008 році уп'яте і востаннє виходив на поле у складі національної команди.
| Дата       | Місто     | Господарі | Результат | Гості   | Турнір            | Голи | Примітки    |
| ---------- | --------- | --------- | --------- | ------- | ----------------- | ---- | ----------- |
| 15-11-2006 | Кадіс     | Іспанія   | 0 – 1     | Румунія | товариський матч  | -    | 74'         |
| 7-2-2007   | Манчестер | Англія    | 0 – 1     | Іспанія | товариський матч  | -    | 46'         |
| 24-3-2007  | Мадрид    | Іспанія   | 2 – 1     | Данія   | Відбір до ЧЄ 2008 | -    | 84'         |
| 22-8-2007  | Салоніки  | Греція    | 2 – 3     | Іспанія | товариський матч  | -    |             |
| 6-2-2008   | Малага    | Іспанія   | 1 – 0     | Франція | товариський матч  | -    | 46' 71' 75' |
| Усього     |           | Матчів    | 5         |         | Голів             | 0    |             |